# Tom Evans
Thomas Evans jr. (Liverpool, 5 juni 1947 – Londen, 19 november 1983) was een Britse muzikant en songwriter, vooral bekend door zijn werk met de band Badfinger. Hij schreef mee aan het nummer Without You.

## Biografie

### The Iveys
In juli 1967 ging de band The Iveys (Pete Ham, Ron Griffiths, Mike Gibbins en Dave Jenkins) naar Liverpool op aanraden van hun manager Bill Collins om een vervanger te rekruteren voor ritmegitarist en frontman Dave Jenkins. Ze ontdekten dat Tom Evans zong met Them Calderstones en nodigden hem uit in Londen om auditie te doen voor de band. Hij accepteerde het uiteindelijk en sloot zich in augustus 1967 aan bij The Iveys. Zijn eerste optreden met The Iveys was op 20 augustus 1967 in de Starlite Ballroom in Crawley.
Op 23 juli 1968 werden de Iveys gecontracteerd door het Apple Records-label van The Beatles. Hun wereldwijde debuutsingle-publicatie was Maybe Tomorrow, een compositie van Tom Evans, geschreven voor zijn vriendin Leslie Sandton in Liverpool, die hij tot nu toe gebruikte toen hij lid was van Them Calderstones. Op 15 november 1968 werd Maybe Tomorrow (een Evans/Ham-nummer)/And Her Daddy's a Millionaire uitgebracht in het Verenigd Koninkrijk bij Apple. De publicatiedatum in de Verenigde Staten was 27 januari 1969 (Apple) en het nummer piekte op #51 in de Cashbox-hitlijst en #67 in de Billboard-hitlijst. In Nederland bereikte het #1. Het was ook zeer succesvol in heel Europa en in Japan. In juli 1969 was dit de aanleiding voor de publicatie van het Iveys-album Maybe Tomorrow, dat alleen werd uitgebracht in die landen waar de single hoog scoorde. Het album is alleen in Japan, Italië en Duitsland uitgebracht. Het album bevatte de Tom Evans-composities Beautiful and Blue, Fisherman, Maybe Tomorrow en Angelique. Een van de pogingen tot een vervolgsingle op Maybe Tomorrow was de Tom Evans-compositie Storm in a Teacup, maar deze werd afgewezen en werd uiteindelijk gebruikt op een Apple-promotie-ep voor Wall's Ice Cream in juli 1969.

### Badfinger
In november 1969 veranderden de Iveys hun naam in Badfinger en Paul McCartney van The Beatles gaf de band een boost door hen zijn nummer Come and Get It aan te bieden, dat hij voor de band produceerde. Het werd een aanbevolen nummer voor de film The Magic Christian, met in de hoofdrol Ringo Starr en Peter Sellers. Evans werd door McCartney gekozen om de leadzang te zingen op dit nummer. Het bereikte wereldwijd de top 10. De B-kant Rock of All Ages, geschreven door Evans met Pete Ham en Mike Gibbins, is ook voorzien met de zang van Tom Evans. Paul McCartney produceerde dit ook en zong zelfs scratchvocalen met Evans op het basisnummer. Een derde Magic Christian-nummer Carry On Till Tomorrow werd mede geschreven door Evans en Ham. Na het vertrek van de oorspronkelijke bassist Ron Griffiths deed de band vruchteloos auditie voor een vervanger en met de komst van gitarist Joey Molland uit Liverpool, schakelde Evans, die eerder gitaar had gespeeld, over op bas en stabiliseerde zo de klassieke bezetting van Ham, Evans, Gibbins en Molland.
Badfinger kende begin jaren 1970 meer grote successen met singles als No Matter What, Day After Day en Baby Blue. Elk bevatte een aantal van Evans zang, achtergrondharmonie en dubbele lead. Evans' high-career-moment was met zijn compositie Without You, een nummer in samenwerking met bandlid Pete Ham. Het nummer werd wereldwijd een #1-hit voor Harry Nilsson en is sindsdien een standard geworden in de muziekindustrie. Badfinger werd ontbonden na de zelfmoord van Ham in 1975, waarna Evans zich bij de band The Dodgers voegde met Badfinger-bandgenoot Bob Jackson. The Dodgers brachten drie singles uit, geproduceerd door Muff Winwood en toerde door het Verenigd Koninkrijk, voordat ze het album Love on the Rebound opnamen met producent Pat Moran. Evans werd uiteindelijk gevraagd de band halverwege de opnamesessies te verlaten en trok zich even terug uit de muziekindustrie.
Evans dook in 1977 weer op om zich bij Joey Molland te voegen voor twee Badfinger comebackalbums. De eerste single van twee van het eerste album Airwaves was de compositie Lost Inside Your Love van Evans, maar kwam niet in de hitlijst na de publicatie in maart 1979. Het tweede album Say No More bevatte de Evans and Tansin-single Hold On, die in 1981 #56 bereikte in de Billboard-hitlijst. Evans en Molland gingen hun eigen weg nadat dit tweede album was uitgebracht en de twee brachten rivaliserende Badfinger-toerbands in de Verenigde Staten samen. In 1982 voegde Jackson zich weer bij Evans in diens versie van Badfinger. De originele Badfinger-drummer Mike Gibbins werd ook voor één tournee aangemeld voor de band van Evans. Maar nadat Evans en Jackson afzonderlijke managementcontracten hadden getekend met een zakenman uit Milwaukee, zei het trio van Evans, Gibbins en Jackson, dat ze in de Verenigde Staten waren gestrand zonder tourneedata, eten of geld en onder grote druk van fysieke bedreigingen. Na zijn terugkeer in het Verenigd Koninkrijk werd Evans aangeklaagd voor $5 miljoen aan schadevergoeding voor het opgeven van zijn tourneecontract.

## Overlijden
In 1983, na een geschil met voormalig bandlid Joey Molland over royalty's voor het nummer Without You, hing Evans zichzelf op in zijn tuin. Naast zijn vrouw Marianne wordt Evans ook overleefd door zijn zoon Stephen. In 1993 werd een compilatie van opnamen gemaakt in de vroege jaren 1980 door Evans en muzikant-vriend Rod Roach, postuum uitgebracht in het Verenigd Koninkrijk bij Gipsy Records onder de titel Over You (The Final Tracks). Tom Evans werd 36 jaar.

## Discografie
(met Badfinger, tenzij anders aangegeven)
- 1969: Maybe Tomorrow (als The Iveys, Apple Records)
- 1970: Magic Christian Music (Apple Records)
- 1970: No Dice (Apple Records)
- 1971: Straight Up (Apple Records)
- 1973: Ass (Apple Records)
- 1974: Badfinger (Warner Brothers Records)
- 1974: Wish You Were Here (Warner Brothers Records)
- 1979: Airwaves (Elektra Records)
- 1981: Say No More (Radio Records)
- 1993: Over You: ThFinal Tracks (als Tom Evans with Rod Roach, Gipsy Records)
- 2000: Head First (Snapper Music)
- 2003: 94 Baker Street (5 tracks door The Iveys) (RPM Records)
- 2006: An Apple a Day (4 tracks door The Iveys) (RPM Records)
- 2008: Treacle Toffee World (2 tracks door The Iveys) (RPM Records)

Evans verscheen ook als gastartiest op
- The Concert for Bangladesh (album)
- All Things Must Pass door George Harrison (album)
- It Don't Come Easy door Ringo Starr (single)
- Imagine door John Lennon (album)

## Composities
- Maybe Tomorrow (Billboard #67, Cashbox #51 door The Iveys)
- Without You (Billboard #1 door Harry Nilsson, #3 door Mariah Carey, #28 door Clay Aiken)
- Lost Inside Your Love (door Badfinger, niet in de chart)
- Hold On (Billboard #56, Cashbox #67 door Badfinger)

- International Standard Name Identifier: 0000 0003 7241 5021
- MusicBrainz: 619df971-930d-4ae8-b7ae-f5e00dea97cc
- Nationale Bibliotheek van Israël: 987007346292605171
- Nederlandse Thesaurus van Auteursnamen: 069821011
- Virtual International Authority File: 6670154260835924480005